# August Cywolka
August Fryderyk Cywolka (ros. Август Карлович Циволько ur. 14 lipca 1812 w Warszawie, zm. 16 marca 1839 na Nowej Ziemi) – polski podróżnik w służbie rosyjskiej. Brał udział w wyprawach badawczych na Nową Ziemię.

## Życiorys

### Dzieciństwo i młodość
August Cywolka pochodził z ubogiej rodziny mieszczańskiej, z Warszawy. Karol Cywolka, ojciec Augusta, był naczelnym maszynistą teatrów warszawskich. Przybył do Warszawy z Pomorza. Matka nazywała się z domu Helwich. Rodzice Augusta chcieli, aby został on aktorem, lecz go bardziej pociągały podróże.
W wieku dziesięciu lat rozpoczął naukę w szkole wydziałowej przy ul. Królewskiej w Warszawie pod kierunkiem ówczesnego jej rektora, księdza Tecnera. Po ukończeniu czterech klas zapisał się do Szkoły Praktyczno-Pedagogicznej na Lesznie w Warszawie, której rektorem był Tomasz Dziekoński. 25 lipca 1829 roku opuścił tę szkołę.
August Cywolka w szkołach wyróżniał się jako bardzo zdolny uczeń, co później pomogło mu dostać się do upragnionej szkoły morskiej. W późniejszym czasie posługiwał się biegle językiem rosyjskim, niemieckim, francuskim i angielskim.

### Kariera w rosyjskiej marynarce carskiej
Cywolka chciał wstąpić do Korpusu Morskiego. Przeszkodą był jednak brak pochodzenia szlacheckiego. Ze względu na jego wyjątkowe uzdolnienia i dzięki wstawiennictwu kontradmirała księcia Aleksandra Mienszykowa, późniejszego ministra marynarki oraz generała Kołzakowa, car Rosji wyraził zgodę, aby August Cywolka został przyjęty na wydział nawigacyjny Wyższej Szkoły Inżynieryjnej w Kronsztadzie. 19 sierpnia 1830 roku został kadetem I Załogi Nawigacyjnej. 18 maja 1832 roku objął stanowisko konduktora Korpusu Nawigatorów Floty i dostał przydział do floty bałtyckiej. W latach 1830–1833 odbył kilka podróży po Morzu Bałtyckim i po jednej z nich zamieszkał w Kronsztadzie. Z propozycją uczestniczenia w wyprawie badawczej zwrócił się do niego znany badacz polarny, podporucznik Piotr Kuzmicz Pachtusow. Propozycję tę August Cywolka chętnie przyjął.

### Wyprawy polarne
Pierwsza wyprawa do Nowej Ziemi wyruszyła 24 lipca 1834 roku z Archangielska na dwóch statkach: szkunerze „Krotow” i karabasie „Kazakow”. Dowódcą wyprawy był Piotr Kuzmicz Pachtusow. Cywolka objął dowództwo „Krotowa”, a Pachtusow „Kazakowa”. 26 sierpnia dotarli do Nowej Ziemi. W miejscu zimowania prowadzono obserwacje meteorologiczne. 2 kwietnia 1835 roku opuszczono zimowisko, aby zbadać wschodni brzeg Nowej Ziemi. Po drodze opisali przylądki: Drowianyj i Rok. Następnie August Cywolka z grupą sześciu ludzi udał się wzdłuż wybrzeża na północ. Po drodze minął Zatokę Nieznaną i Zatokę Niedźwiedzią oraz Przylądek Pięciu Palców. Najdalej na północ dotarł do półwyspu, któremu nadał nazwę von Flotta. 5 maja wrócił do bazy. Pachtusow próbował jeszcze wpłynąć na Morze Karskie, lecz statek ugrzązł wśród lodów, gdzie został zgnieciony. Załoga ewakuowała się z częścią żywności i ekwipunku. Podróżników uratował kupiec A. Jeremin, który zabrał ich z powrotem na zimowisko. Pachtusow zarządził powrót do Archangielska w dwóch grupach. Grupa z Cywolką została zabrana przez Jeremina do miasta Suma, z którego potem wrócili drogą lądową do Archangielska 27 listopada 1835 roku. Pachtusow ze swoją grupą został zabrany przez kupca Czełuzgina i wrócił do Archangielska 7 października, gdzie po miesiącu zmarł.
Po zebraniu i opracowaniu materiałów z pierwszej wyprawy Cywolki i Pachtusowa na Nową Ziemię, zorganizowano następną. Jej dowódcą naukowym został profesor Karl Ernest von Baer, badacz przyrody. Z Archangielska wyruszono 19 czerwca 1837 roku na dwóch statkach: szkunerze „Krotow” i statku rybackim „Swiatoj Jenisiej”. 17 lipca statki dotarły do cieśniny Matoczkin Szar oddzielającej wyspę północną od południowej archipelagu Nowa Ziemia. Podczas trwającego półtora miesiąca pobytu na Nowej Ziemi, prowadzono badania geologiczne, botaniczne i zoologiczne. Grupa naukowa Baera zebrała 130 gatunków roślin i 70 okazów fauny. Niezależnie od prac Baera, Cywolka dokończył opisu cieśniny Matoczkin Szar i prowadził obserwacje meteorologiczne, hydrograficzne oraz magnetyczne. Materiał zebrany przez Augusta Cywolkę spotkał się z dużym uznaniem kół naukowych. Dzięki jego pracy H. W. Dove wykazał, że Prąd Zatokowy dociera nie tylko, jak dotąd przypuszczano, do Morza Barentsa, ale dochodzi aż do zachodnich brzegów Nowej Ziemi.
Główny Urząd Hydrograficzny postanowił zorganizować kolejną wyprawę na Nową Ziemię. Cywolka otrzymał awans do stopnia praporszczika szturmańskiego korpusu i objął dowództwo szkunera „Nowaja Ziemlja”, a jego podwładny, praporszczik Stiepan Andriejewicz Moisjejew, szkunera „Szpicbergen”. 27 czerwca 1838 roku wyruszyli z Archangielska wraz z towarzyszącym im trzecim statkiem handlarza Gwozdariewa, na który załadowano składany dom oraz ekwipunek wyprawy. 8 sierpnia wyprawa dotarła do Mietkoj Guby gdzie zbudowano dom i zaczęto przygotowania do zimowania. 20 sierpnia Cywolka z sześcioma marynarzami wyruszył na badania zachodniego brzegu Nowej Ziemi. Jednak 24 sierpnia wrócił do bazy. Pomimo wystarczających zapasów żywności członkowie wyprawy szybko podupadali na zdrowiu. 29 października Cywolka poczuł się źle. Zachorował na szkorbut i 16 marca 1839 roku zmarł. Najpierw pochowany został prowizorycznie w śniegu w miejscu zimowania, na wybrzeżu zatoki Miełkaja. Kiedy wiosną lody stopniały, jego ciało ponownie pochowano w wykopanym w ziemi grobie. Tej zimy ogółem zmarło dziewięciu uczestników wyprawy. Stiepan Andriejewicz Moisjejew kontynuował latem badania zachodnich brzegów Nowej Ziemi, a 10 września powrócił do Archangielska.

## Cywolka w nazwach geograficznych
- Zatoka Cywolki – na południowej wyspie Nowej Ziemi nad Morzem Karskim
- wyspa w grupie Wysp Pachtusowa na Morzu Karskim
- najwyższy szczyt (o wysokości 1836 m n.p.m.) na wyspie północnej Nowej Ziemi
- grupa wysp w Archipelagu Nordenskiölda na Morzu Karskim.